# Averbeck
Averbeck ist eine Bauerschaft im Dorf Heek in der gleichnamigen Gemeinde im Kreis Borken, Nordrhein-Westfalen. Averbeck hatte am 31. Dezember 2004 233 Einwohner.

## Geschichte
Die Bauerschaft Averbeck wird erstmals 1648 erwähnt. Die zu ihr gehörenden Höfe unterstanden zuvor der Bauerschaft Heek. Der stete Zuwachs an Hofstellen im 16. und 17. Jahrhundert wird wohl einer der Gründe gewesen sein, die zur Entstehung der Gemeinde geführt haben.

## Söhne und Töchter des Orts
- Anton Lutterbeck (1812–1882), katholischer Theologe und klassischer Philologe